# Děrný štítek

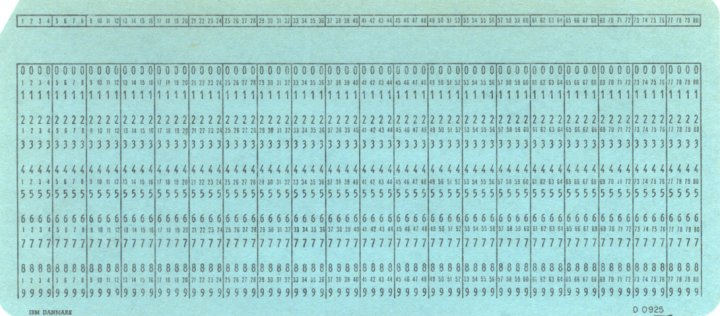
Typický děrný štítek s 80 sloupci

Děrný štítek je médium pro záznam dat pro pozdější zpracování automaty nebo počítači, v 21. století již nepoužívané. Bývají vyrobeny z tenkého kartonu, informace je reprezentována dírkou na určité pozici. Místa pro otvory jsou uspořádána do matice. Na běžném děrném štítku bylo 80 nebo 90 sloupců pro záznam dat. Nejběžněji používanou kapacitou bylo 80 znaků na jeden děrný štítek. Do 80sloupcových štítků byly děrovány otvory ve tvaru obdélníčků (vyseknuto příslušné číslo) a do děrných štítků 90sloupcových ve tvaru kruhu.

## Historie

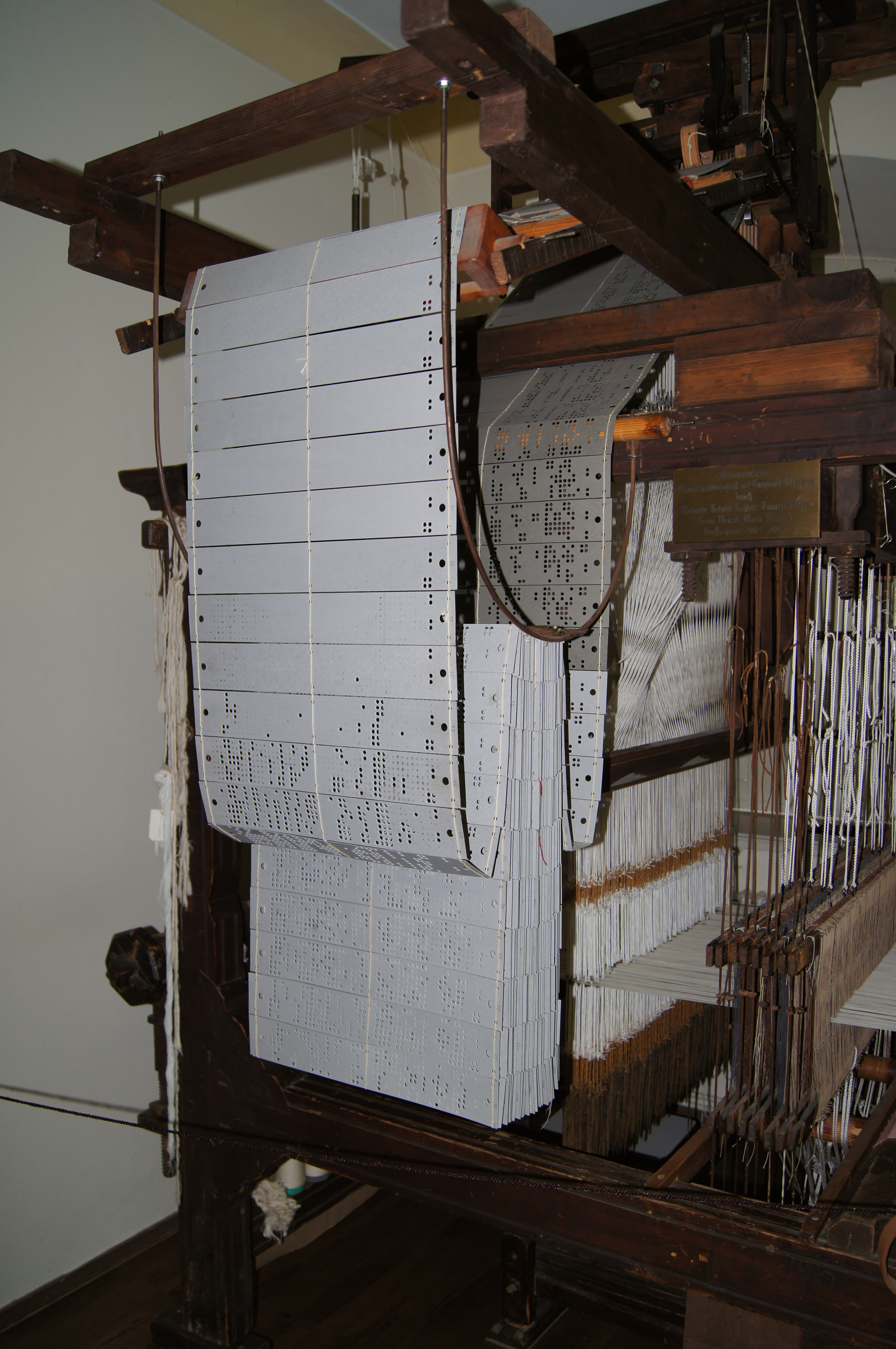
Předchůdce děrných štítků pro řízení tkalcovského stroje pro tkaní damaškových vzorů. Deutsches Damast- und Frottiermuseum, Großschönau

Nejprve byly děrné štítky od 18. století využívány pro řízení tvorby vzorů tkacími stroji (Basile Bouchon a Jacques de Vaucanson). Poté je měl využívat analytický stroj. Hromadné nasazení této technologie proběhlo v roce 1890, kdy pomocí děrných štítků proběhlo sčítání lidu v USA, které zajišťovala dnešní firma IBM (tehdy ještě pod názvem Computing-Tabulating-Recording Company). Frederik Bull sestrojil v roce 1919 jeden z prvních děrnoštítkových strojů. Děrnoštítkové stroje se ve 40. letech 20. století podílely i na výpočtech průběhu reakcí pří vývoji jaderné bomby (Projekt Manhattan).
V 70. letech 20. století existovaly i kalkulátory, programované děrnými štítky.

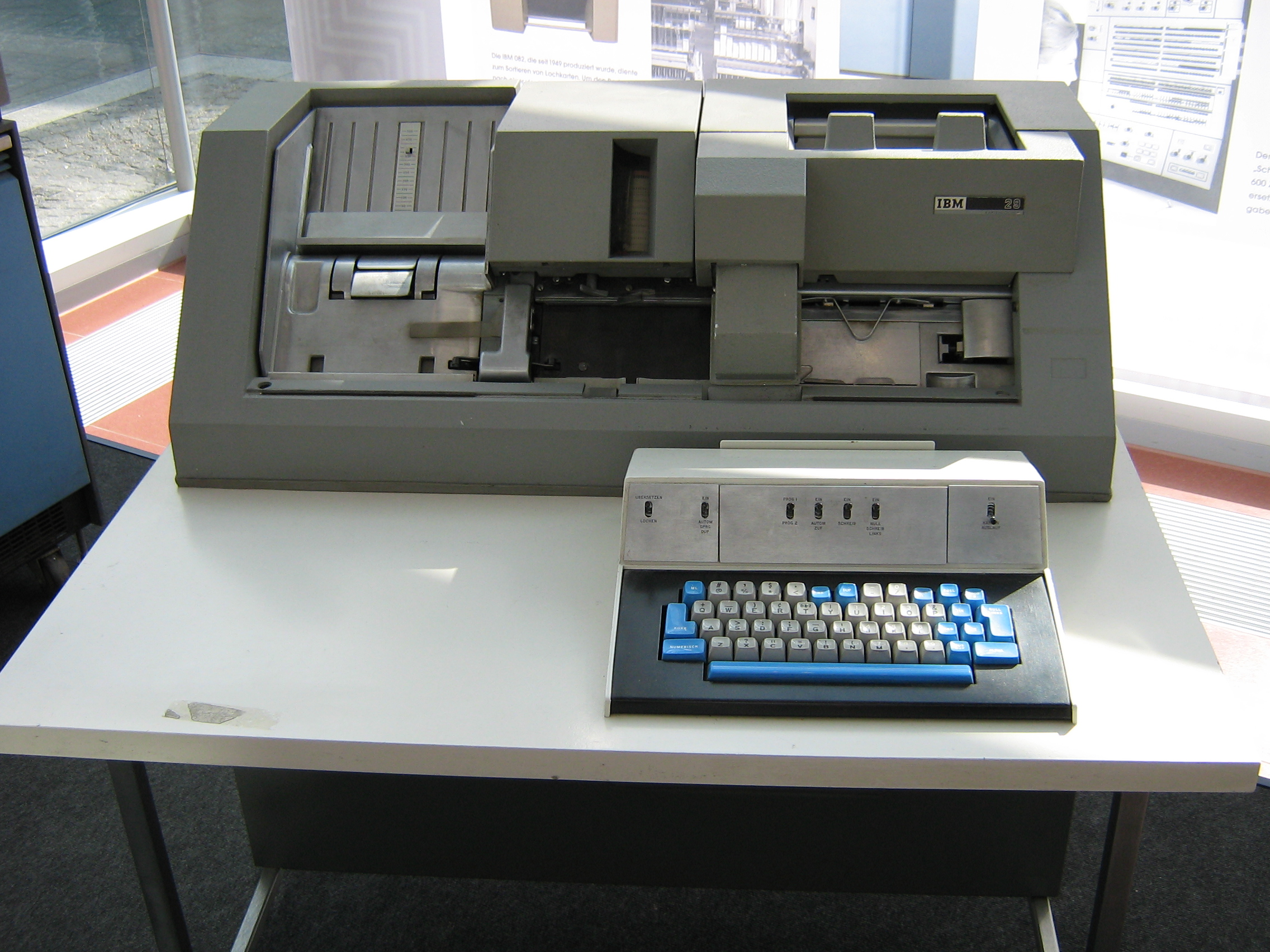
Pořizovač – stroj na ruční zadávání dat na děrné štítky

Ve výpočetních střediscích se děrné štítky využívaly běžně ještě v 80. letech 20. století. Vedle nich byla používána i děrná páska, magnetická páska, ale koncem 20. století byly vytlačeny modernějšími médii, jako je disketa nebo CD.

## Děrnoštítkové stroje
Výpočetní střediska byla vybavena následujícími děrnoštítkovými stroji:
- Pořizovač děrných štítků – s klávesnicí pro ruční přípravu štítků
- Snímač děrných štítků – sloužící jako vstupní zařízení počítače
- Děrovač – sloužící jako výstupní zřízení počítače
- Třídič – samostatný stroj, který třídil štítky podle čísel v zadaném sloupci do přihrádek; opakovaným tříděním podle různých sloupců bylo možné setřídit balík štítků podle vícemístných čísel

Existovaly i počítače programovatelné v jednoduchých programovacích jazycích nazývaných autokód (anglicky autocode), které byly schopné sumarizovat data ze vstupních štítků, jejichž schopnosti se podobaly skriptovacímu jazyku AWK.
Na děrných štítcích byly uchovávány také zdrojové verze počítačových programů, což znamenalo, že štítky musely být za sebou řazeny v naprosto přesném a neměnném pořadí (nesmělo v žádném případě dojít k jejich promíchání např. z důvodu jejich rozsypání při nesprávné manipulaci apod.), z tohoto důvodu bývaly štítky opatřeny pomocným číslováním, podle kterého bylo možné štítky setřídit třídičem.

## Zajímavosti

### Moderní použití
Poslední proslavené využití děrných štítků bylo v roce 2000 při volbách prezidenta USA, kdy mezi sebou těsně soupeřili George W. Bush a Al Gore. Spory ohledně výsledků nastaly v důsledku nepřesného vyznačování děr na štítcích.